# Polyisoprène synthétique

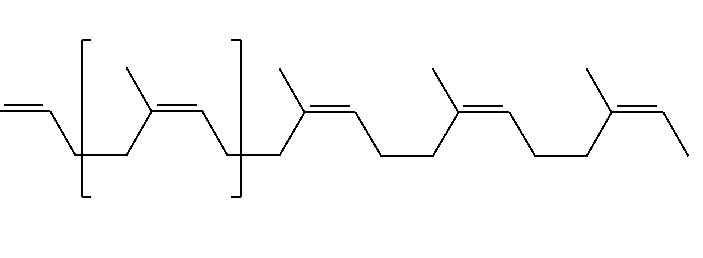
Le caoutchouc naturel est un polyisoprénoïde. Il contient plus de 99 % d'unités 1,4-cis.

Le polyisoprène synthétique, dont le sigle est IR (Isoprene Rubber), résulte de la polymérisation du 2-méthylbuta-1,3-diène (appelé isoprène, de formule semi-développée : H2C=C(CH3)-CH=CH2).
La polymérisation de l'isoprène conduit à quatre microstructures polyinsaturées : unités 1,2 ; 3,4 ; 1,4-cis (IR « cis ») et 1,4-trans. Certains procédés de polymérisation fournissent des polymères à teneur élevée en polyisoprène1,4-cis, qui est le plus intéressant.
L'IR « cis », très voisin du caoutchouc naturel (de sigle NR), est surtout utilisé pour fabriquer les gommes des pneumatiques, en mélange avec le NR.